# Solnhofener kalksteen

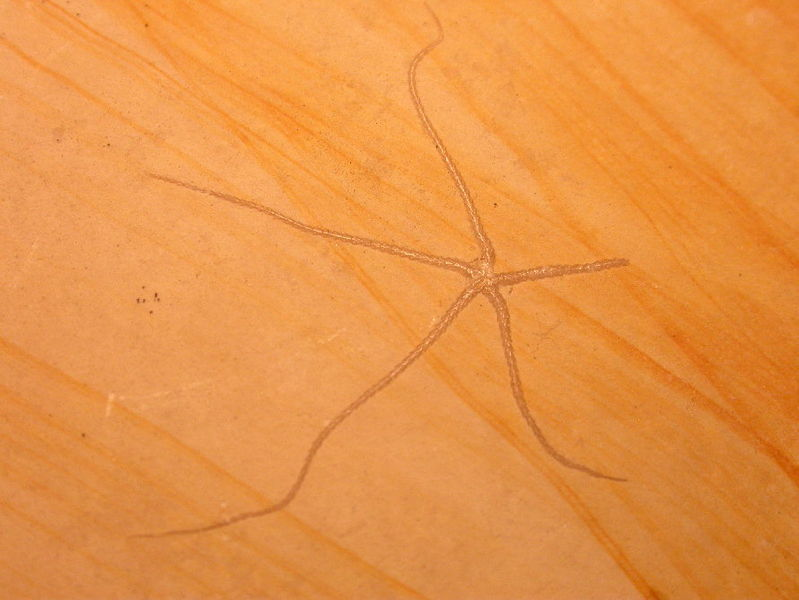
Fossiele slangster uit de Solnhofener kalksteen.

De Solnhofener kalksteen (Duits: Solnhofener Plattenkalk) is een geologische formatie in de Fränkische Alb (Beieren). De formatie behoort tot het Boven-Jura (ongeveer 161 tot 145 miljoen jaar oud). Ze is bekend als een van de belangrijkste vindplaatsen van fossielen uit het Jura, met name vanwege de vondsten van Archaeopteryx, de oudst bekende vogel.

## Voorkomen
De formatie dankt zijn naam aan het plaatsje Solnhofen en wordt gerekend tot de zogenaamde Weißjura, zoals de Boven-Jura in Zuid-Duitsland genoemd wordt. Ze dagzoomt in de omgeving van Solnhofen, in Middel-Franken en rondom Eichstätt in Opper-Beieren.

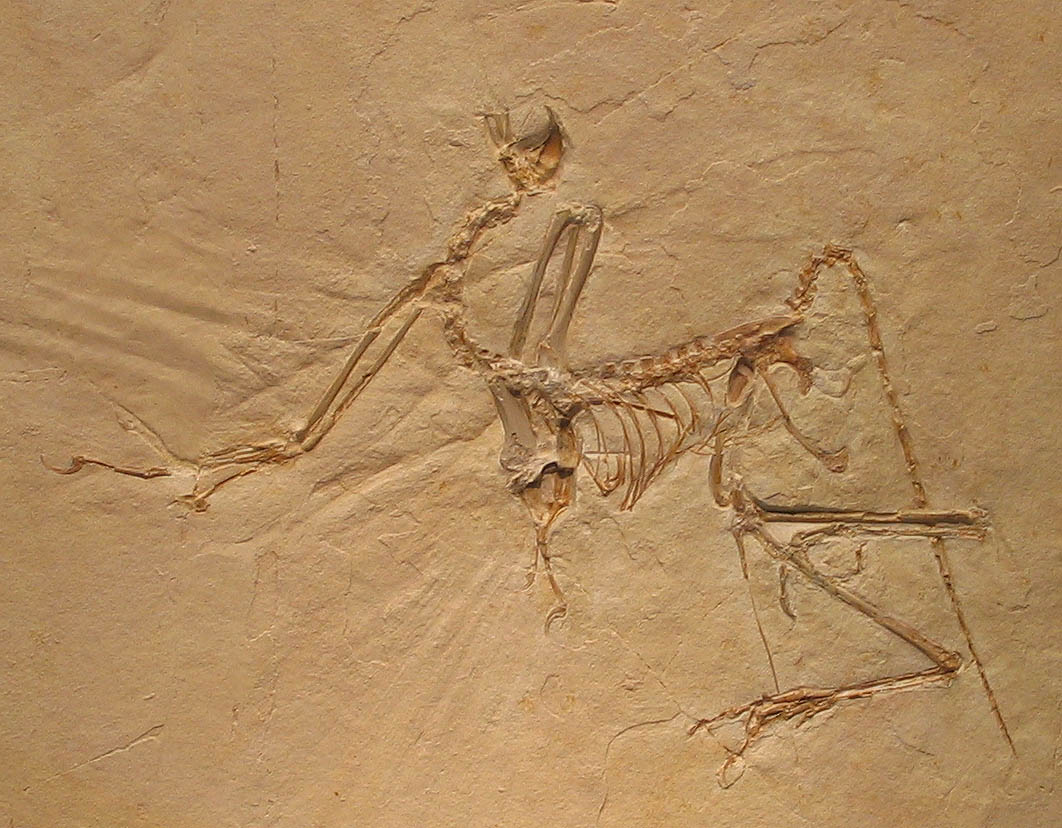
Fossiel van Archaeopteryx bavarica in Solnhofener kalksteen.

## Gesteente en fossielen
De Solnhofener kalksteen is een lichtgekleurde carbonaathoudende schalie, gevormd in een periodisch van de zee afgesloten lagune. Het hoge zoutgehalte van het water en in het sediment heeft ervoor gezorgd dat dode dieren en planten goed konden worden gefossiliseerd.

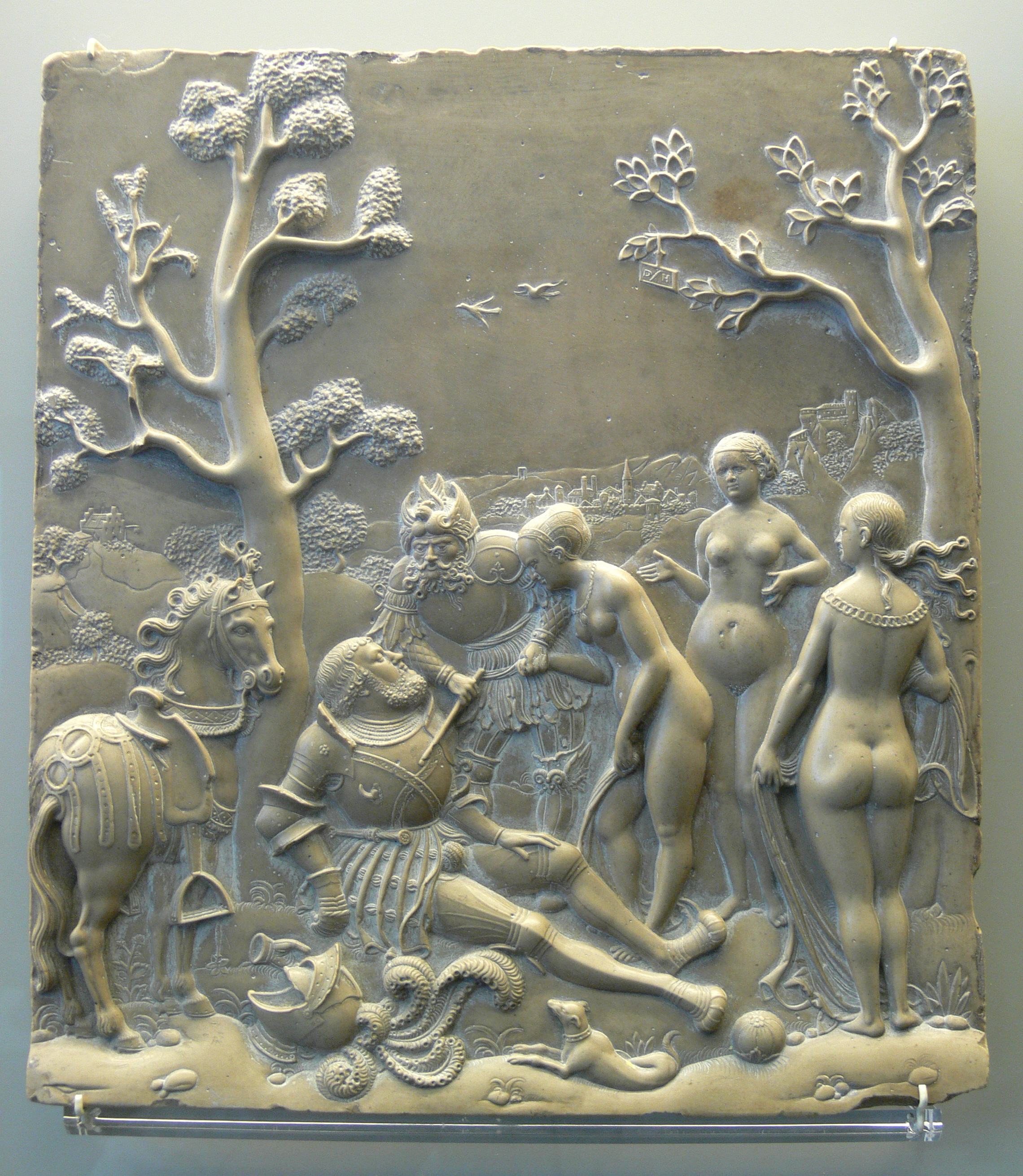
Doman Hering: Das Urteil des Paris, Solnhofener kalksteen, ongeveer 1529 (Bode-Museum, Berlijn).

De Solnhofener kalksteen is een van de bekendste vindplaatsen van fossielen ter wereld. De fossielen zijn van zowel ondiep mariene als terrestrische soorten dieren en planten. De zachte kalksteen heeft vaak zeer gedetailleerde indrukken van zachte delen van de organismen bewaard (plantenbladeren of stengels, vleugels van insecten, veren, enzovoorts). Onder de soorten bevinden zich vissen, ammonieten, insecten, pterosauriërs en alle tien exemplaren van de Archaeopteryx, die door de meeste paleontologen wordt beschouwd als de oudst bekende vogel. In veel musea wereldwijd zijn fossielen te vinden afkomstig uit de Solnhofener kalksteen.

## Winning
De Solnhofener kalksteen wordt in groeven gewonnen als natuursteen en onder andere gebruikt in de huizenbouw, beeldhouwkunst en als decoratiesteen in gevels of bestrating. Het dal van de Altmühl is bekend om zijn "Jurahäuser", huizen gemaakt van kalksteen. In de 16e en 17e eeuw was de Solnhofener kalksteen een geliefd materiaal voor reliëfs.

## Toepassingen
De Solnhofener kalksteen werd ook gebruikt in de 18e eeuw door Alois Senefelder uitgevonden lithografie (drukken van afbeeldingen, boeken, kaarten, enzovoorts). In de lithografie dienen platen van bijvoorbeeld kalksteen als drager van een tekst of afbeelding. De fijnkorreligheid van de Solnhofener kalksteen maakte het uitstekend geschikt als materiaal hiervoor.